# Волковинка
Волковинка (рос. Волковынка) — присілок в Козельському районі Калузької області Російської Федерації.
Населення становить 4 особи. Входить до складу муніципального утворення Присілок Дешовки.

## Історія
Від 2004 року входить до складу муніципального утворення Присілок Дешовки.

## Населення
| 2002 | 2010 |
| ---- | ---- |
| 12   | ↘4   |